# Vladimír Gombár
Vladimír Gombár (* 27. září 1961) je bývalý slovenský fotbalista, útočník a záložník.

## Fotbalová kariéra
Odchovanec Stropkova. V lize hrál za Tatran Prešov a na vojně za Dukla Banská Bystrica. V lize nastoupil ke 203 utkáním a dal 32 gólů.

## Trenérská kariéra
Trénoval Tatran Prešov, HFC Humenné a FK Spišská Nová Ves.